# 天主教平斯克教區
天主教平斯克教區（拉丁語：Dioecesis Pinskensis Latinorum）是白俄羅斯一個羅馬天主教教區。範圍包括戈梅利州和布列斯特州，教座位於平斯克。屬明斯克-莫吉廖夫總教區。面積72,700平方公里，2004年有教友50,000人、60個堂區、43名司鐸。
1925年10月28日升為教區，但主教職位自1946年5月6日起懸空，自1994年起至今宗座署理為卡齊米日·斯維亞特克樞機。